# Het Broek (Belfeld)
Het Broek is een wijk in het Venlose dorp Belfeld, in de Nederlandse provincie Limburg.
Het Broek heeft veel verschillende tuinbouwbedrijven. Dit gedeelte van Belfeld wordt ook wel het glazen dorp genoemd, dit omdat er zoveel kassen staan. De wijk Het Broek begint bij het bos en eindigt in de bebouwde kom van Belfeld.
In tegenstelling tot het Reuvers broek is het Belfelds broek grotendeels volgebouwd met kassen, terwijl de natuur en de charme van het Reuvers broek juist geheel bewaard is. Het bestemmingsgebied glastuinbouw is zelfs helemaal uitgebreid naar de Hoverheideweg.